# Вольф-Удо Еттель
Вольф-Удо Еттель (нім. Wolf-Udo Ettel, 26 лютого 1921, Гамбург — 17 липня 1943, Лентіні) — німецький льотчик-ас винищувальної авіації, оберлейтенант люфтваффе. Кавалер Лицарського хреста Залізного хреста з дубовим листям.

## Біографія
В 1940 році вступив добровольцем в люфтваффе. Після закінчення авіаційного училища в 1942 році направлений в 4-у ескадрилью 3-ї винищувальної ескадри. Учасник Німецько-радянської війни. Свою першу перемогу здобув 24 червня 1942 року, до 9 серпня на його рахунку були вже 20, а до 7 жовтня — 30 літаків супротивника. Протягом березня 1943 року збив 28 радянських літаків, а 28 квітня 1943 року здобув свою 100-у перемогу. Протягом 6-11 травня 1943 року збив 20 літаків. З червня 1943 року — командир 8-ї ескадрильї 27-ї винищувальної ескадри, дислокованої в Греції. 17 липня 1943 року літак Еттеля (Bf.109G) був збитий вогнем зенітної артилерії.
Всього за час бойових дій збив 124 літаки, в тому числі 120 радянських (з них 22 Іл-2).

## Нагороди
- Нагрудний знак пілота
- Залізний хрест 2-го і 1-го класу
- Авіаційна планка винищувача в золоті (23 жовтня 1942)
- Німецький хрест у золоті (23 грудня 1942) — за 36 перемог.
- Лицарський хрест Залізного хреста з дубовим листям
  - лицарський хрест (1 червня 1943)
  - дубове листя (№ 289; 31 серпня 1943, посмертно) — за 124 перемоги.
- Почесний Кубок Люфтваффе (25 червня 1943)